# 학성초등학교 (충북)
학성초등학교는 대한민국 충청북도 진천군에 있는 초등학교다.

## 학교 연혁
- 1936. 07. 01 장양공립보통학교 부설 삼용간이학교 설립인가
- 1944. 04. 01 학성국민학교로 승격 개교
- 1979. 06. 01 문교부 지정 급식 실험학교
- 1984. 03. 13 학성국민학교 병설유치원 개원
- 1995. 09. 19 본관 3층(4교실) 증축
- 1996. 03. 01 학성초등학교로 교명 바뀜
- 2006. 06. 04 학교 교문 신축
- 2010. 12. 01 후관교사(보육교실, 특수교실, 영어전용실) 신축
- 2011. 11. 29 교과부요청 도지정 생활지도(학교문화) 정책연구학교 합동보고회
- 2011. 12. 14 충북사이버가정학습운영 우수학교 교육감 표창
- 2012. 02. 21 100대 학교문화 우수학교 교육과학기술부장관 표창
- 2012. 10. 17 충청북도교육청지정 학교문화선도 연구학교 중간검토회
- 2012. 11. 02 2012학년도 학교친절도평가 우수학교 교육감 표창
- 2012. 12. 14 충북사이버가정학습운영 우수학교 교육감 표창
- 2013. 09. 01 제26대 김휴 교장 부임
- 2013. 11. 28 다(多)행복한학교 우수학교 교육장 표창
- 2013. 12. 12 나이스 운영 우수기관 교육감 표창
- 2014. 02. 18 제65회 졸업(총 3,682명)